# Gino Vercelli
Gino Vercelli (Mombercelli, 17 giugno 1961) è un fumettista e pittore italiano.

## Biografia
Nasce in provincia di Asti il 17 giugno 1961, sotto il segno dei gemelli. Appassionato di disegno fin da piccolo, si iscrive all'Istituto Statale d'Arte che termina nel 1978 ottenendo il titolo di Maestro d'Arte. Frequenta poi lo Studio d'Amy a Milano. Dal 1981 al 1988 alterna l'attività di grafico pubblicitario alla realizzazione di brevi storie per “Boy Music” della Rizzoli, per la “Edifumetto” di Renzo Barbieri e per “Lanciostory”.
Il suo esordio alla Sergio Bonelli Editore avviene tramite lo “Staff di If” nel 1988, quando realizza la storia “Operazione Godzilla”, per il  quadrimestrale “Zona X”. Nel 1989 entra a far parte del gruppo di disegnatori di Martin Mystère. Nel marzo 1996 pubblica lo speciale “Prigioniero del futuro” dove Martin Mystère incontra Nathan Never, seguito nel 2001 dal secondo speciale intitolato “Il segreto di Altrove”.
Suo è il primo numero di un nuovo personaggio della Sergio Bonelli Editore uscito del 1999 chiamato “Jonathan Steele”, a cui collabora sino alla chiusura della serie. Passa poi alla testata Nathan Never, successivamente disegna la mini-serie “Dipartimento 51” e poi “Dampyr” e “Zagor”.
È uno dei fondatori della “Scuola di Fumetto di Asti”, per la quale ha curato il libro “Musica e Nuvole, le canzoni di Paolo Conte a fumetti”.
Con il giornalista Armando Brignolo ha realizzato il libro a fumetti “Van Gogh, ipotesi di un delitto”, per Daniela Piazza Editore.
Su testi di Riccardo Borgogno realizza "Le quattro piaghe", pubblicato a puntate su LancioStory.
Nel 2015 fonda una propria compagnia teatrale chiamata “Roccaroiu”, dove si cimenta sia come regista che come attore, portando in scena spettacoli originali, legati alle tradizioni del territorio dove vive oppure basati su tematiche sociali.
Dal 2018 insegna Fumetto e Illustrazione presso l’Accademia di belle arti di Cuneo, nelle sezioni di Asti e Milano.
Dal 2021 insegna Fumetto alla Scuola Internazionale di Comics nella sede di Genova.
Tiene corsi di illustrazione e fumetto all'Utea del comune di Asti, rivolto alla terza età.
Attualmente, otre a essere ritornato al lavoro su Martin Mystere, pubblica "Mon ami Toussaint", scritto da Riccardo Borgogno ed edito da LancioStory, e il libro "L'uomo del West" per Allagalla Editore di Torino.
Nel 2024 realizza le illustrazioni del volume "Stati omicidi" per il centenario della morte di Giacomo Matteotti, edito da Allagalla.
Nel 2024 ritorna anche a collaborare con l'editoriale Aurea di Roma disegnano il personaggio "Dago".
Nel marzo 2025 viene pubblicato per il mercato inglese "Invasion", scritto da Luca Barbieri e Marcello Bondi.
Parallelamente al fumetto, porta avanti anche una ricerca pittorica informale sui colori, esponendo le proprie opere sia in mostre collettive sia personali ad Asti, Canelli, Milano, Firenze e in Svizzera.

## Opere

### Nathan Never
- Mirko Perniola (testi), Gino Vercelli (disegni), Guinea Pigs, in Nathan Never n. 268, Sergio Bonelli Editore, settembre 2013.

### Martin Mystère
- Alfredo Castelli (testi), Sergio Bonelli Editore.

### Jonathan Steele
- Federico Memola (testi), Sergio Bonelli Editore.